# 伊森河

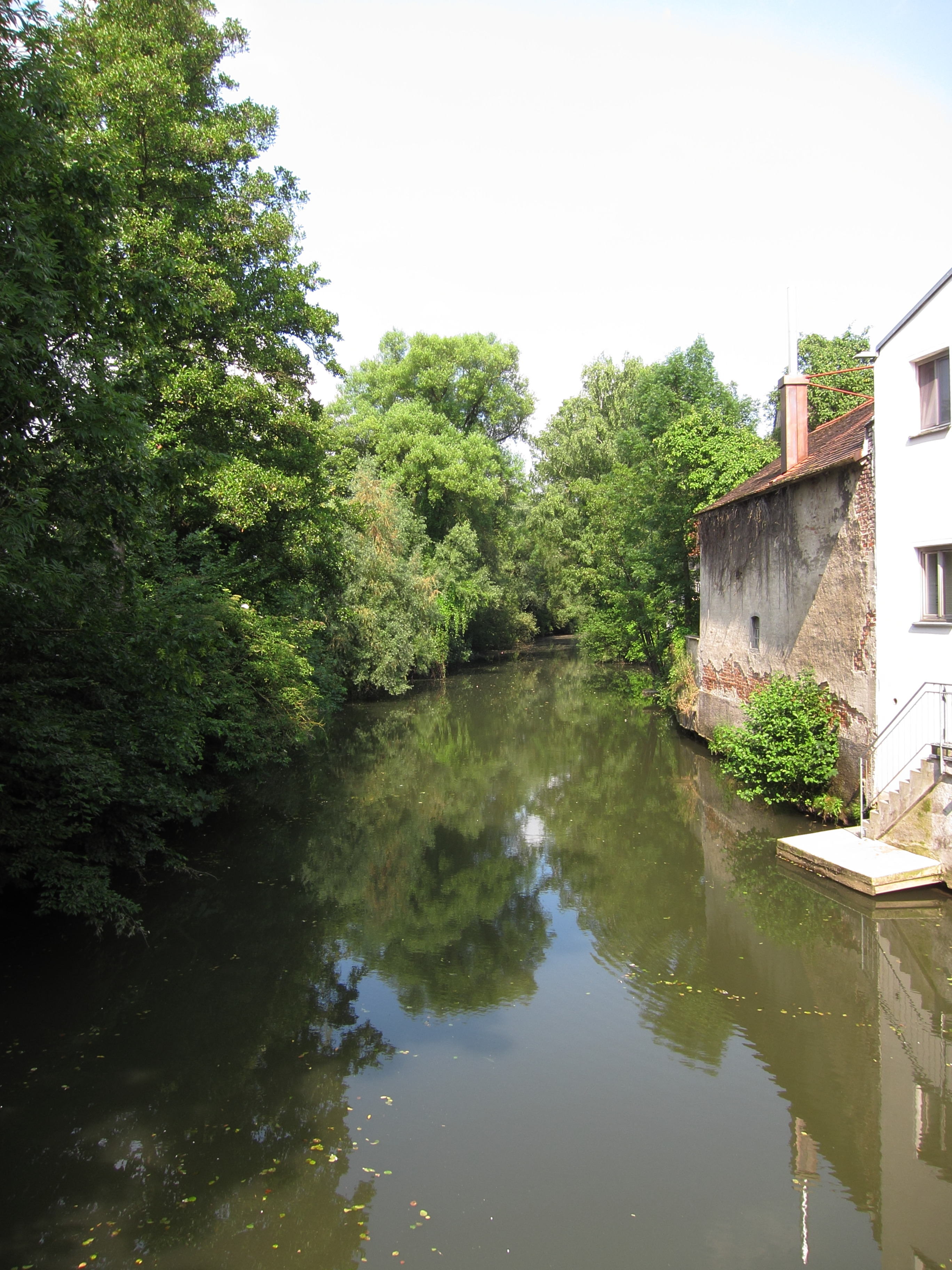
從約翰內斯廣場觀看多爾芬的艾辛河

伊森河（德語：Isen）是德國巴伐利亞州的河流，河道全長76公里，流域面積545平方公里，發源自邁滕貝特，最終在新厄廷注入因河，河畔城鎮有多爾芬和因河畔米尔多夫。

## 外部參考
- Wasserstand bei Engfurt (Töging a.Inn) （页面存档备份，存于）, Hochwassernachrichtendienst Bayern